# قطعنامه ۱۸۹۶ شورای امنیت
قطعنامه ۱۸۹۶ شورای امنیت سازمان ملل متحد که در تاریخ ۳۰ نوامبر ۲۰۰۹ تصویب شد، سندی بین‌المللی دربارهٔ اوضاع در مورد جمهوری دموکراتیک کنگو است. این قطعنامه طی نشست ۶۲۲۵ام با ۱۵ رای موافق، ۰ مخالف و ۰ ممتنع تصویب شد.